# Bezirk Cieszanów
Bezirk Cieszanów – dawny powiat (Bezirk) kraju koronnego Królestwo Galicji i Lodomerii, funkcjonujący w latach 1854–1867. Siedzibą starostwa było miasteczko Cieszanów.

## Historia
Bezirk Cieszanów utworzono w ramach reformy uwłaszczeniowej z okresu Wiosny Ludów (1848–1849), która likwidowała jurysdykcję właściciela ziemskiego nad poddanymi. W Galicji, dominium – jako podstawowa jednostka administracyjna i filar systemu feudalnego straciło rację bytu. Konieczne stało się zatem wprowadzenie nowego systemu administracyjnego, którego zręby powstały w latach 1851–1855. Nowy trójstopniowy podział administracyjny objął 21 cyrkułów (niem. Kreise), 179 małych powiatów (niem. Bezirke) i ponad 6000 gmin (niem. Gemeinde).
Bezirk Cieszanów objął obszar o wielkości 8,1 mil², zamieszkany przez 24.838 ludzi i podzielony na 31 gmin katastralnych, w tym cztery miasteczka (Błażów, Cieszanów, Lipsko i Narol). Wszedł w skład cyrkułu żółkiewskiego, jako jeden z jego dziesięciu powiatów. Na północy graniczył z Imperium Rosyjskim.
Po nadaniu Galicji autonomii oraz powołaniu samorządu gminnego i powiatowego w 1865 zlikwidowano cyrkuły (Kreise). Dotychczasowe małe powiaty (Bezirke) w liczbie 179, utrzymały się do 1867 roku, kiedy to w następstwie kolejnej reformy administracyjnej (23 stycznia 1867) zostały zastąpione przez 74 większych powiatów. Obszar zniesionego Bezirk Cieszanów wszedł wtedy prawie w całości skład nowego powiatu cieszanowskiego, oprócz gminy Bełzec, włączonej do nowgo powiatu rawskiego. 1 stycznia 1923 powiat cieszanowski przekształcono w powiat lubaczowski.

## Podział administracyjny (1854)
| Lp. | Gmina jednostkowa                       | Powierzchnia | Ludność | Powiat w 1867 po zniesieniu |
| --- | --------------------------------------- | ------------ | ------- | --------------------------- |
| 1   | Cieszanów (m)                           | 1213         | 1806    | cieszanowski                |
| 2   | Nowe Sioło                              | 6952         | 1587    | cieszanowski                |
| 3   | Chotylub                                | 2752         | 932     | cieszanowski                |
| 4   | Krzywe                                  | 272          | 132     | cieszanowski                |
| 5   | Huta Stara                              | 1134         | 458     | cieszanowski                |
| 6   | Brusno Stare                            | 2610         | 674     | cieszanowski                |
| 7   | Brusno Nowe z Deutschbach i Duchniczami | 3583         | 962     | cieszanowski                |
| 8   | Rudka                                   | 1153         | 345     | cieszanowski                |
| 9   | Podemszczyzna                           | 2657         | 707     | cieszanowski                |
| 10  | Horyniec                                | 3669         | 1001    | cieszanowski                |
| 11  | Wólka Horyniecka                        | 1498         | 428     | cieszanowski                |
| 12  | Nowiny                                  | 923          | 385     | cieszanowski                |
| 13  | Bełzec                                  | 4360         | 983     | rawski                      |
| 14  | Niemstów                                | 1926         | 733     | cieszanowski                |
| 15  | Ułazów z Koziejówką                     | 3949         | 1429    | cieszanowski                |
| 16  | Moszczanica z Witkami                   | 1545         | 509     | cieszanowski                |
| 17  | Błażów (m) (Płazów)                     | 4935         | 706     | cieszanowski                |
| 18  | Gorajec                                 | 2711         | 690     | cieszanowski                |
| 19  | Żuków z Freyfeld i Kosobudami           | 2600         | 1113    | cieszanowski                |
| 20  | Huta Różaniecka z Horochami i Kurami    | 5222         | 1023    | cieszanowski                |
| 21  | Ruda Różaniecka                         | 2851         | 754     | cieszanowski                |
| 22  | Lubliniec Nowy z Tepiłami               | 4304         | 1540    | cieszanowski                |
| 23  | Lubliniec Stary                         | 2484         | 1014    | cieszanowski                |
| 24  | Narol (m) z Krupcem                     | 1035         | 1129    | cieszanowski                |
| 25  | Narol Dorf z Zagrodami                  | 1807         | 488     | cieszanowski                |
| 26  | Chlewiska z Lipiem                      | 1577         | 586     | cieszanowski                |
| 27  | Kadłubiska z Podlesiną i Chyżem         | 2431         | 454     | cieszanowski                |
| 28  | Lipsko (m) z Jędrzejówką                | 1446         | 684     | cieszanowski                |
| 29  | Wola Wielka                             | 1749         | 485     | cieszanowski                |
| 30  | Łukawica                                | 1298         | 233     | cieszanowski                |
| 31  | Łówcza                                  | 4372         | 868     | cieszanowski                |

Objaśnienie:
(M) = miasto; (m) = miasteczko